# Erich Traub

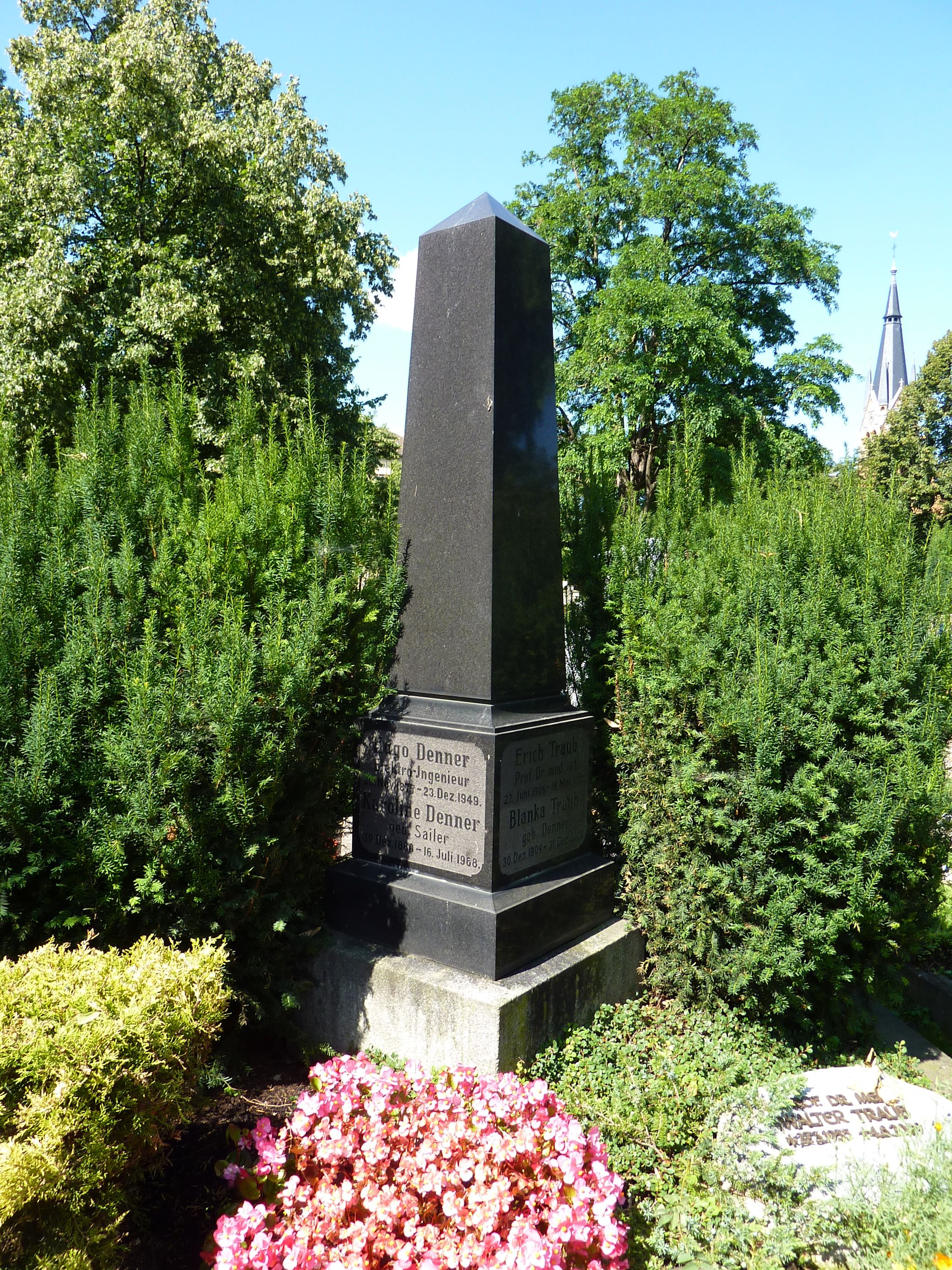
Erich Traubs Grabmal

Erich Traub (* 27. Juni 1906 in Asperglen; † 18. Mai 1985 in Rosenheim) war ein deutscher Veterinärmediziner, dessen Forschungen für die biologische Kriegsführung von Bedeutung waren.

## Leben
Erich Traub erhielt in der Zeit vor dem Zweiten Weltkrieg ein Stipendium des Rockefeller Institute in Princeton. In den 1930er Jahren war er Mitglied des Camp Siegfried und des NSKK. Ab 1942 war er Laborchef in einem Geheimlabor der Nationalsozialisten auf der Insel Riems in der Ostsee.
1949 floh Traub mit seiner Familie aus dem Ostsektor Berlins nach West-Berlin und erhielt bald darauf eine Stelle beim Paperclip Program und später eine Einladung nach Fort Detrick, wo die Army ihr Hauptquartier für biologische Kriegsführung hatte. Er arbeitete danach auf Plum Island, wo er bis in die 1950er Jahre an biologischen Waffen forschte und mit mehr als 40 tödlichen Keimen arbeitete. Seine Assistentin auf Plum Island war Anna Burger. Weitere Arbeitsstätten Traubs in den USA waren das Naval Medical Research Institute in Bethesda, Maryland, sowie die United States Department of Agriculture research laboratories, die sich ebenfalls in Maryland befanden, und das Armed Forces Institute of Pathology in Washington. Unter anderem wird den Aktivitäten auf Plum Island die Verbreitung der Lyme-Borreliose angelastet.
Traub arbeitete später noch in verschiedenen Ländern und kehrte schließlich nach Deutschland zurück. Er wurde 1955 Präsident der Bundesforschungsanstalt für Viruskrankheiten der Tiere in Tübingen. Unter Traub erhielt dort Eugen Haagen, der im KZ Natzweiler in medizinische Experimente an Häftlingen verstrickt war, eine Beschäftigung. Traub war ab 1956 Honorarprofessor an der Universität Tübingen. Er ist auf dem Bad Cannstatter Uff-Kirchhof begraben.